# ويليام جاي جيلمور
ويليام جاي جيلمور (بالإنجليزية: William J. Gilmore) هو محامي وقاضي أمريكي، ولد في 24 أبريل 1821 في مقاطعة بيدفورد في الولايات المتحدة، وتوفي في 9 أغسطس 1896 في كولومبوس في الولايات المتحدة.